# 말루쿠쿠스쿠스
말루쿠쿠스쿠스(Phalanger ornatus)는 쿠스쿠스과에 속하는 유대류의 일종이다. 인도네시아의 토착종으로 할마헤라섬과 베이컨 제도, 모로타이섬의 북말루쿠주 제도에서 발견되며 해수면부터 해발 1000m 높이 사이에서 서식한다.